# (2575) Болгария
(2575) Болгария (болг. България) — типичный астероид главного пояса, который был открыт 4 августа 1970 года советским астрономом Тамарой Смирновой в Крымской обсерватории, в 25 километрах от Симферополя и назван в честь государства в Юго-Востоке Европы — Болгарии.

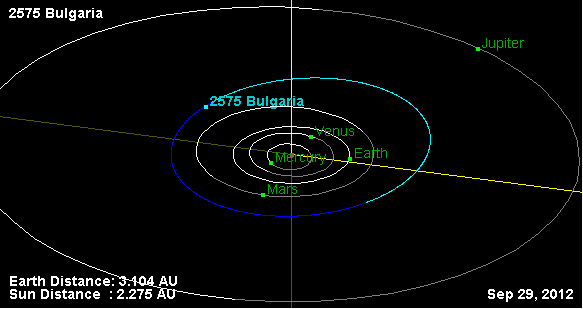
Орбита астероида Болгария и его положение в Солнечной системе